# رواية الدوري عن أبي عمرو
رواية الدوري عن أبي عمرو البصري من روايات القرآن وهي الرواية التي يقرأ بها أهل السودان وشرق أفريقيا.

## الإمام الدوري(150هـ - 246هـ)
اسمه: حفص بن عمر بن عبد العزيز بن صُهبان بن عدي بن صهبان الدوري الأزدي البغدادي النحوي المقرئ الضرير راوي الإمامين أبي عمرو والكسائي.
كنيته: أبو عمر.
لقبه: الدوري، نسب إلى الدور، موضع ببغداد، ومحله بالجانب الشرقي منها.
مولده: سنة خمسين ومائة في الدور أيام المنصور.
وفاته: توفي سنة ست وأربعين ومائتين.
إمام القراء في عصره، وهو ثقة ثَبْتٌ كبير ضابط، أول من جمع القراءات  وصنف فيها.
قال الأهوازي: إنه رحل في طلب القراءات، وقرأ بسائر الحروف متواترها وصحيحها وشاذها وسمع من ذلك شيئاً كثيراً، وقصده الناس من الآفاق لعلو سنده وسعة علمه.
من مصنفاته: «أحكام القرآن والسنن»، و«ما اتفقت ألفاظه ومعانيه من القرآن»، و«فضائل القرآن»، و«أجزاء القرآن».
روى عنه بعض الأحاديث ابن ماجه في سننه وأبو حاتم، وقال: صدوق. قال أبو داود: رأيت أحمد بن حنبل يكتب عن أبي عمر الدوري.
قرأ على إسماعيل بن جعفر عن نافع، وقرأ على نافع أيضاً.
وقرأ على يعقوب بن جعفر عن ابن جماز عن أبي جعفر.
وقرأ على سليم عن حمزة. وقرأ على على الكسائي، وعلى يحيى بن المبارك اليزيدي.
وروى القراءة عنه أُناس كثيرون، منهم أبو عبد الله الحداد، وأحمد بن حرب شيخ المطوعي، وأحمد بن يزيد الحلواني، والحسن بن علي بن بشار بن العلاف، وأبو عثمان الضرير، والأصبهاني وأُناس كثيرون.

## أبو عمرو البصري (154هـ -771 م)
هو أبو عمرو ابن العلاء المازني البصري واختلف في اسمه فقيل اسمه كنيته، وقيل اسمه (زبان) قرأ على جماعة من التابعين بالحجاز والعراق منهم: ابن كثير ومجاهد عن ابن عباس، عن ابي بن كعب عن النبي صلى الله عليه وسلم. وكان من أئمة اللغة والأدب والقراءات قال أبو عبيدة: كان أبو عمرو بن العلاء أعلم الناس بالأدب والعربية والشعر. أهـ. 
ولد بمكة ونشأ بالبصرة ومات بالكوفة.

## أنظر أيضًا
- رواية حفص عن عاصم.
- رواية شعبة عن عاصم.
- رواية قالون عن نافع.
- رواية ورش عن نافع.
- رواية قنبل عن ابن كثير.
- رواية البزي عن ابن كثير.
- رواية السوسي عن أبي عمرو.
- رواية هشام عن أبن عامر.
- رواية ابن ذكوان عن أبن عامر.
- رواية خلف عن حمزة.
- رواية خلاد عن حمزة.
- رواية الدوري عن الكسائي.
- رواية أبي الحارث عن الكسائي.
- رواية ابن وردان عن ابي جعفر.
- رواية ابن جماز عن ابي جعفر.
- رواية رويس عن يعقوب.
- رواية روح عن يعقوب.
- رواية اسحاق عن خلف.
- رواية ادريس عن خلف.

القراء السبعة هم:
- عبد الله بن كثير الداري المكي
- عبد الله بن عامر اليحصبي الشامي
- عاصم بن أبي النَّجود الأسدي الكوفي
- أبو عمرو بن العلاء البصري
- حمزة بن حبيب الزيات الكوفي
- نافع بن عبد الرحمن بن أبي نعيم المدني
- أبو الحسن علي بن حمزة الكسائي النحوي الكوفي

تمام القراء العشرة:
- خلف بن هشام
- يعقوب الحضرمي
- أبو جعفر المدني